# 37. gardna strelska divizija (ZSSR)
Za druge 37. divizije glejte 37. divizija.
37. gardna strelska divizija je bila gardna strelska divizija v sestavi Rdeče armade med drugo svetovno vojno.

## Zgodovina
Divizija je bila ustanovljena avgusta 1942 z reorganizacijo ostankov 1. zračnoprevoznega korpusa. 
Med drugo svetovno vojno je sodelovala v bitki za Stalingrad, kjer je imela 90 % izgube in bitko za Berlin.

## Organizacija
- štab
- 109. gardni strelski polk
- 114. gardni strelski polk
- 118. gardni strelski polk
- 86. gardni artilerijski polk

## Poveljstvo
Poveljniki
- generalmajor Viktor Grigorjevič Žoludjev (1942-1943)